# Opel Kadett A
L' Opel Kadett A est une automobile produite par Opel de 1962 à 1965. Elle remplace la Kadett de première génération, sortie de 1937 à 1940 et issue de la Moskvitch.
Après plus de vingt ans d'absence, elle fait la rentrée d'Opel sur le marché de voitures compactes.
Entre 1962 et juillet 1965, 649 512 Kadett A ont été construites.
En plus de la berline, la gamme comprenait un coupé et un break (appelé Caravan), ainsi qu'une exécution de luxe (modèle L).
Elle fut utilisée par Richard Hammond lors de l'épisode spécial de Top Gear au Botswana. Il l'a nommée Oliver

## Motorisations
Cette nouvelle Opel était disponible en deux motorisations : le 1.0 de 40 ch (30 kW) et le 1.0 S de 48 ch (36 kW).

## Finitions

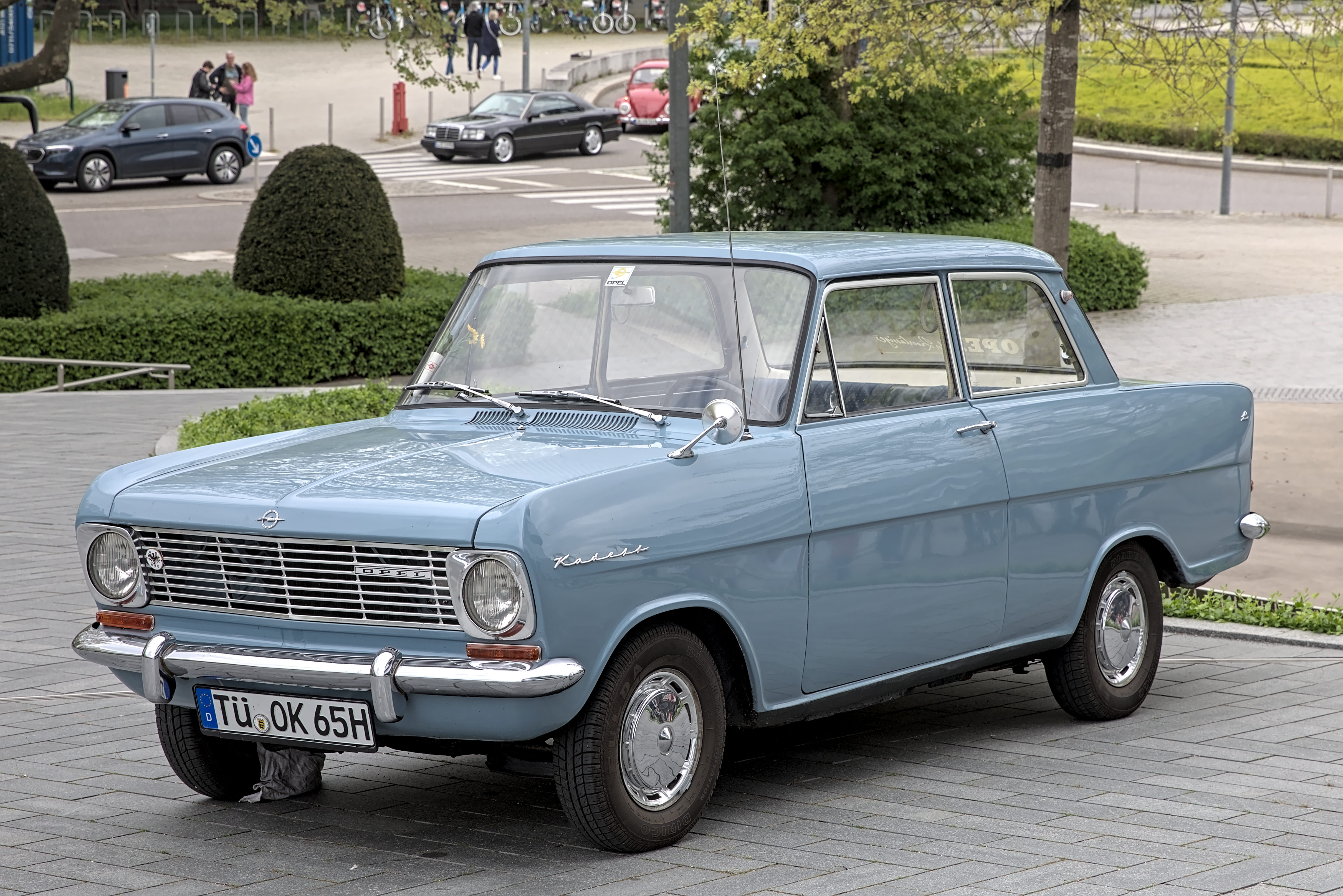
Opel Kadett A berline 2 portes
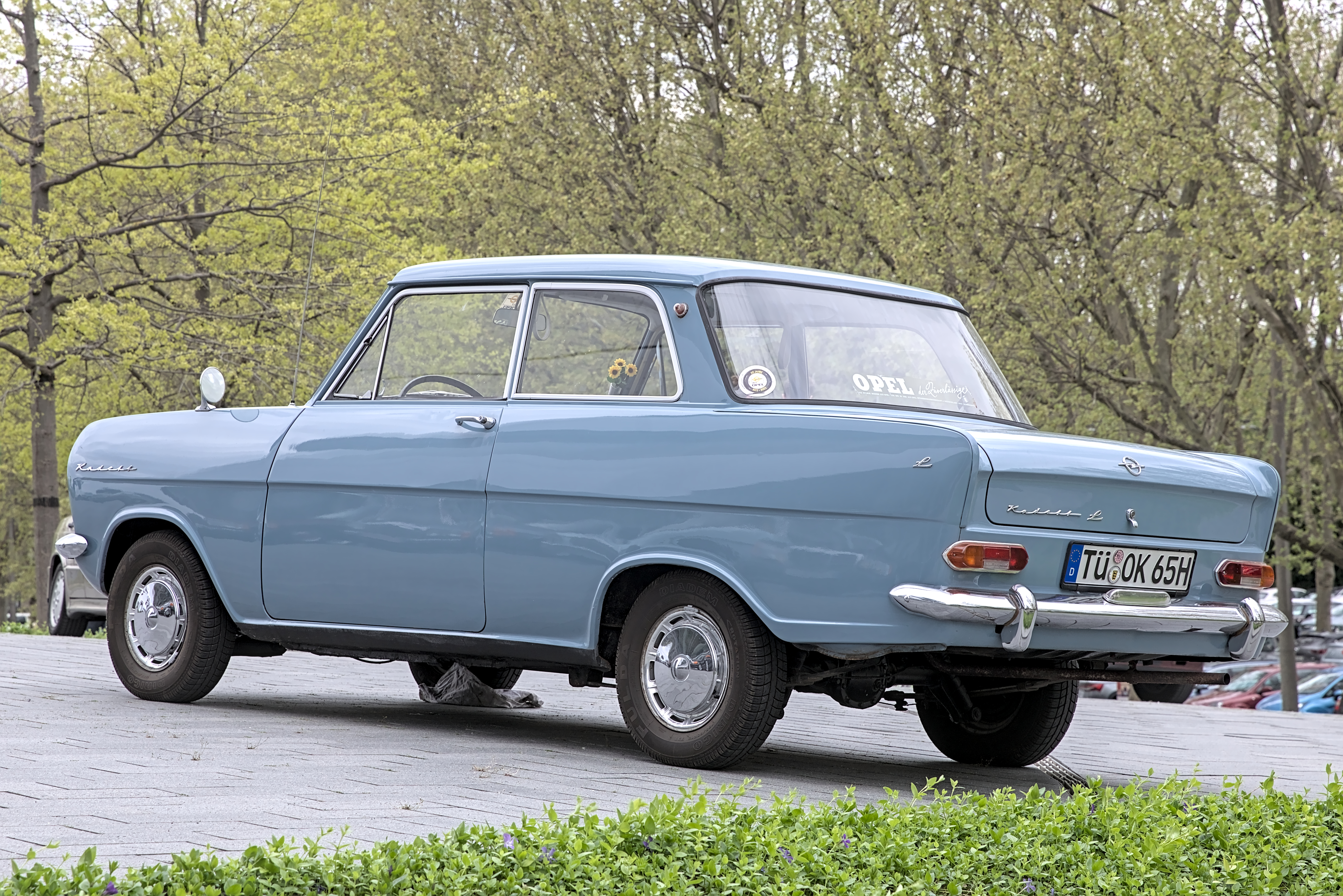
Opel Kadett A berline 2 portes (arrière)
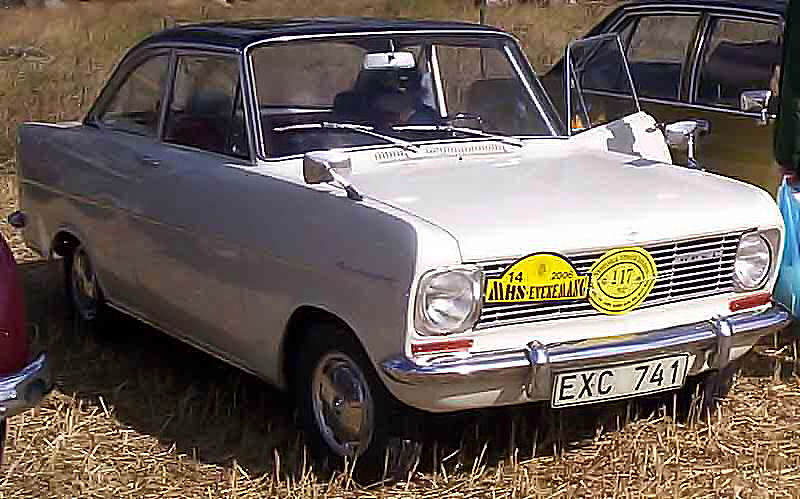
Opel Kadett A coupé 2 portes